# 하폐수 처리

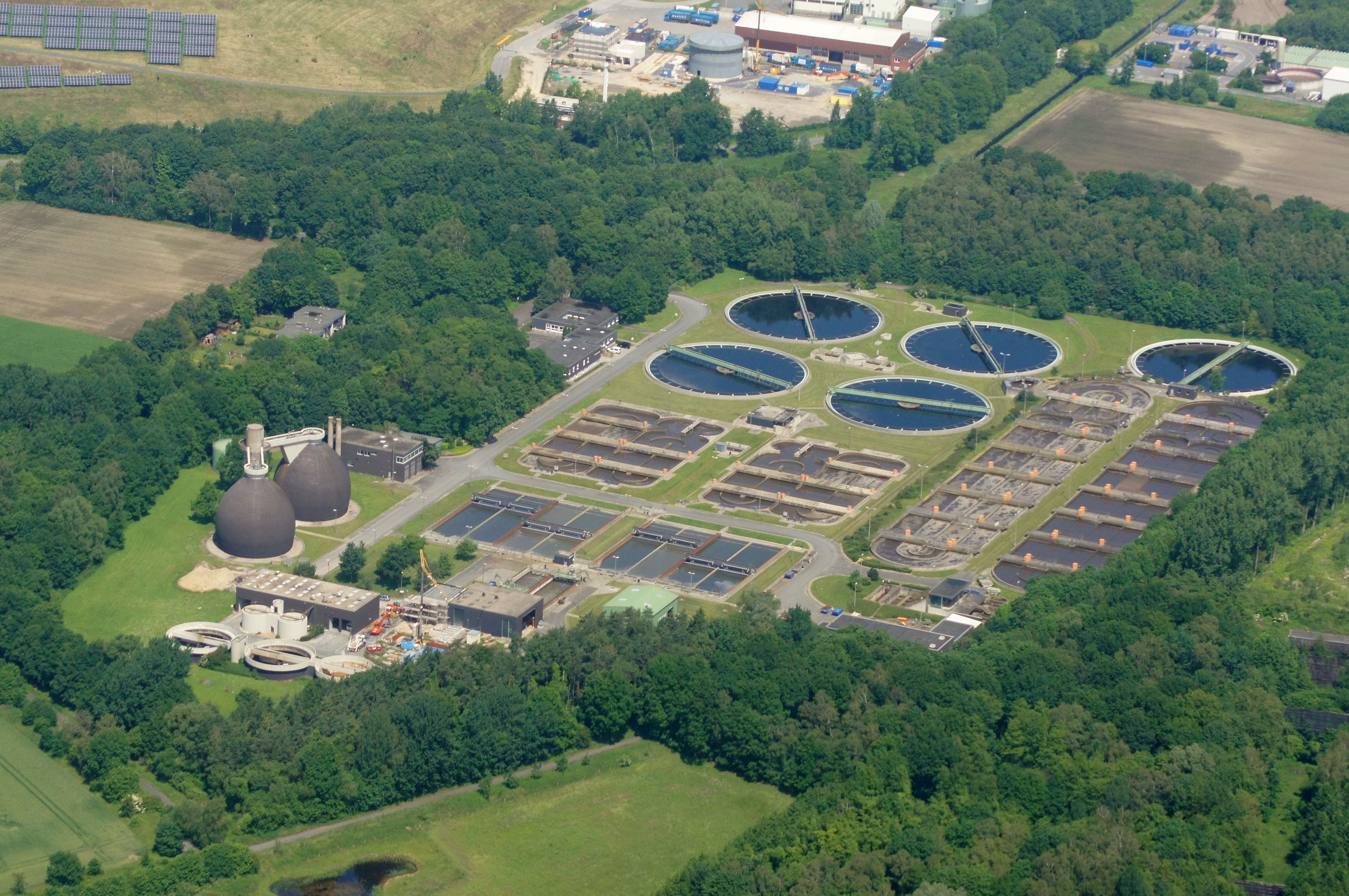

하폐수 처리는 생활하수 또는 산업폐수(이하 하폐수) 내에 있는 오염물질을 제거하는 과정을 의미한다. 주로 물순환계에서 환경 문제를 최소화하거나 처리된 물을 재이용하기 위해 사용된다. 하폐수 처리에 사용되는 가장 대표적인 방법은 미생물의 대사과정을 이용한 생물학적 처리로 이 중에 가장 대표적인 공법이 활성슬러지 공법이다.

## 하폐수 처리 공법

### 상분리

#### 침전
침전은 고체 입자나 비극성 액체는 물과 밀도가 다를 때, 중력에 의해 하폐수에서 제거하는 공법이다. 고체 입자의 중력에 의한 분리는 생활하수 처리 첫 번째 처리 공법으로 주로 사용되며 여기에 사용되는 반응조를 일차침전조라고 부른다. 침전은 가장 간단하면서도 제거효율도 높은 하폐수 처리 공법이지만 부유성이나 용존성 오염물질을 제거하는 데는 한계가 있다.
부유성 또는 용존성 오염물질이 서로 뭉쳐서 쉽게 침전할 수 있도록 응집제를 사용하기도 한다. 이와 같은 방법은 주로 정수처리에 사용된다.

#### 여과
여과는 물속에서 제거하고자 하는 작은 입자성 물질의 크기보다 작은 구멍을 갖고 있는 투과성 여과재를 사용하여 오염물질을 제거하는 공법이다. 자연적으로 대표적인 여과과정은 지표수가 다공성 토양층을 통과해 지하수 층으로 들어가면서 많은 입자성 물질이 제거되는 과정이다. 하폐수 처리 공법에서 여과 공정의 처리효율을 높이기 위해 여과 전에 응집제를 사용하기도 한다. 일반적인 여과 공법은 가격이 저렴하고 운전이 간단한 것이 장점이지만 여과 후 여과재에 쌓여 있는 걸러진 입자들을 제거해야하는 단점이 있다.

### 산화

#### 생물학적 산화
생물학적 산화는 주로 미생물의 대사과정을 이용하여 물속에 있는 오염물질을 산화시켜 제거하는 공법으로 하폐수 처리 공정에서 유기물을 제거하는 것이 가장 대표적인 적용이다. 이와 같이 유기물을 생물학적으로 제거하는 것을 보통 이차처리라고 부른다. 생물학적 산화 공법은 자연계에서 유기물이 제거되는 일반적인 방법이기도 하다. 주로 산소가 있는 조건에서 대사를 하는 호기성 미생물에 의해 유기물이 산화되며 이 과정에서 산소가 소모된다. 따라서 이 과정에서 소모되는 산소의 양인 생물학적 산소 요구량은 물속에 있는 유기물의 양을 간접적으로 의미한다.

#### 화학적 산화
화학적 산화는 오존이나 염소 등 화학적 산화제를 이용하여 물속에 있는 오염물질을 산화시켜 제거하는 공법이다. 주로 하폐수 처리를 한 후 물속에 잔존하고 있는 오염물질이나 미생물을 제거하는 후처리로 사용된다.